# Attila Balázs
Attila Balázs (født 27. september 1988 i Budapest, Ungarn) er en professionel tennisspiller fra Ungarn.